# Neuendeich
Neuendeich è un comune dello Schleswig-Holstein, in Germania.
Appartiene al circondario (Kreis) di Pinneberg (targa PI) ed è parte della comunità amministrativa (Amt) di Geest und Marsch Südholstein.